# Friday the 13th (videojuego de 1989)
Friday the 13th es un videojuego de terror publicado por la compañía LJN Toys, Limited y desarrollado por la empresa japonesa Pack-In-Video para la consola de videojuegos Nintendo Entertainment System (NES). Se lanzó en 1989 y presenta escenas de suspenso y terror.
El juego es una adaptación de la película de terror estadounidense Friday the 13th.
 aunque el periódico Los Angeles Daily News dijo que fue un éxito rotundo.
Friday the 13th fue un videojuego popular y reconocido en su época, debido a que su origen se basó en una película, al igual que otras como E.T. the Extra-Terrestrial (1982), Star Wars (videojuego de 1991) (1991), entre otros.
Jason Voorhees es el principal enemigo, aunque también aparecen animales peligrosos. La madre de Jason es otro personaje que resalta en el juego y se encuentra escondida en una cueva. El juego finalmente termina cuando todos los niños son asesinados por Jason.

## Videojuego
Los jugadores controlan a uno de los seis consejeros del campamento (cada uno con diferentes niveles de velocidad y capacidad de salto). Inicialmente, los consejeros se pueden defender con piedras y rocas de los ataques de Jason y otros animales. El objetivo es encontrar y derrotar a Jason Voorhees tres veces. A lo largo de los caminos, los jugadores encontrarán cabañas, un lago, cuevas y zonas con abundantes árboles, aunque todos los lugares presentan enemigos, como zombis, cuervos y lobos que atacan al jugador. Los jugadores pueden actualizar sus armas al encontrar otras. Adicionalmente aparece una alarma programada en ciertos intervalos, que indica que los jugadores deben encontrar a Jason antes de que mate a uno o más niños o algún otro consejero. Utilizando el mapa, los jugadores deben recorrer los caminos para ubicar a Jason, de lo contrario, los jóvenes ubicados en los campamentos corren el riesgo de ser asesinados.
A medida que transcurre el juego, Jason puede aparecer en el camino o en el lago y atacar al jugador. Incluso puede aparecer dentro de una cabaña y atacar de frente con varias armas como machetes o hachas. Los jugadores pueden encender las chimeneas en el interior de las cabañas más grandes. Al encender todas las chimeneas, una linterna y un arma quedaran disponibles para el jugador.
El objetivo del juego es sobrevivir durante tres días y tres noches, al tratar de encontrar y matar a Jason. Los jugadores pueden luchar contra la madre de Jason, que está en un cuarto oculto encerrado en la cueva. Es representada por una cabeza flotante con apariencia de Medusa y puede atacar al jugador. Caminar por el bosque y la cueva puede ser algo confuso, ya que pueden desorientar deliberadamente al jugador. Si todos los consejeros o niños mueren, el juego termina.

### Personajes
Hombres:
- George
- Mark
- Paul

Mujeres:
- Laura
- Debbie
- Crissy

### Armamento
Principales armas del juego:
- Piedras y rocas: Las rocas son el primer «tipo de armas».
- Cuchillo: Es el segundo tipo de armamento que aparece en todo el juego.
- Machete: Una de los mejores equipos. Es una de las armas con las que se identifica Jason Voorhees en el juego.
- Hacha: Otra arma que identifica a Jason. Por jerarquía, está al nivel del machete.
- Antorcha: Se obtiene solo si se encienden todas las chimeneas que aparecen en el juego.
- Rastrillo: La última arma que se consigue en el juego. Se obtiene al tercer día.

## Historia

### Desarrollo
Friday the 13th fue desarrollado por Atlus y publicado por LJN Toys, Limited para la consola de videojuegos Nintendo Entertainment System. Fue lanzado en febrero de 1989. Su música y efectos de sonido fueron diseñados por Hirohiko Takayama. Es una adaptación de la franquicia de la película que lleva el mismo nombre.

### Recepción
Friday the 13th fue lanzado en un principio en Norteamérica, como parte del enfoque de LJN en la creación de videojuegos basados en licencias. Es considerado como uno de los peores juegos de todos los tiempos.
La revista Game Informer afirmó que Friday the 13th es uno de los peores juegos de terror de todos los tiempos. El autor Andy Slaven le definió como una horrible traducción de la película. El periódico estadounidense The Michigan Daily dijo que es una «propuesta desacertada» de LJN Toys, Limited. Para GamePro es el décimo peor juego basado en una película, criticando la música y la poca jugabilidad. Mikel Reparaz de GamesRadar criticó la caja del videojuego, porque Jason Voorhees está rodeado de un gran variedad de colores neón. El escritor Christopher Grant comentó que el juego era más terrible que la muerte de los campistas de la película Friday the 13th. Levi Buchanan de IGN dijo que Friday the 13th es un reflejo de la poca capacidad de la empresa LJN Toys, Limited. El libro Vintage Games: An Insider Look at the History of Grand Theft Auto, Super Mario, and the Most Influential Games of All Time critica por no ser aterrador, alegando razones técnicas para ello. La revista Nintendo Power dijo que es el sexto peor juego jamás hecho y publicado en la edición de 1997. Contrario a las críticas negativas, el periódico estadounidense Los Angeles Daily News señaló al juego como un éxito rotundo.

### Legado
En junio de 2013, la National Entertainment Collectibles Association (NECA) lanzó un juguete exclusivo basado en el videojuego. Se trata de una versión miniatura del enemigo, Jason Voorhees, con una vestimenta en color púrpura. Además, el personaje trae dos armas: hacha y machete con su respectiva máscara. La empresa también lanzó el juguete de Freddy Krueger basado en el juego A Nightmare on Elm Street.